# Gennadij Komnatov
Gennadij Viktorovič Komnatov (in russo Геннадий Викторович Комнатов?; 18 settembre 1949 – Omsk, 1º aprile 1979) è stato un ciclista su strada sovietico.

## Palmarès

### Olimpiadi
- 1 medaglia:
  - 1 oro (Monaco di Baviera 1972 nella corsa a cronometro a squadre)

### Mondiali
- 3 medaglie:
  - 3 argenti (Barcellona 1973 nella corsa a cronometro a squadre; Montréal 1974 nella corsa a cronometro a squadre; Metter-Yvoir 1975 nella corsa a cronometro a squadre)